# Гуаканагари

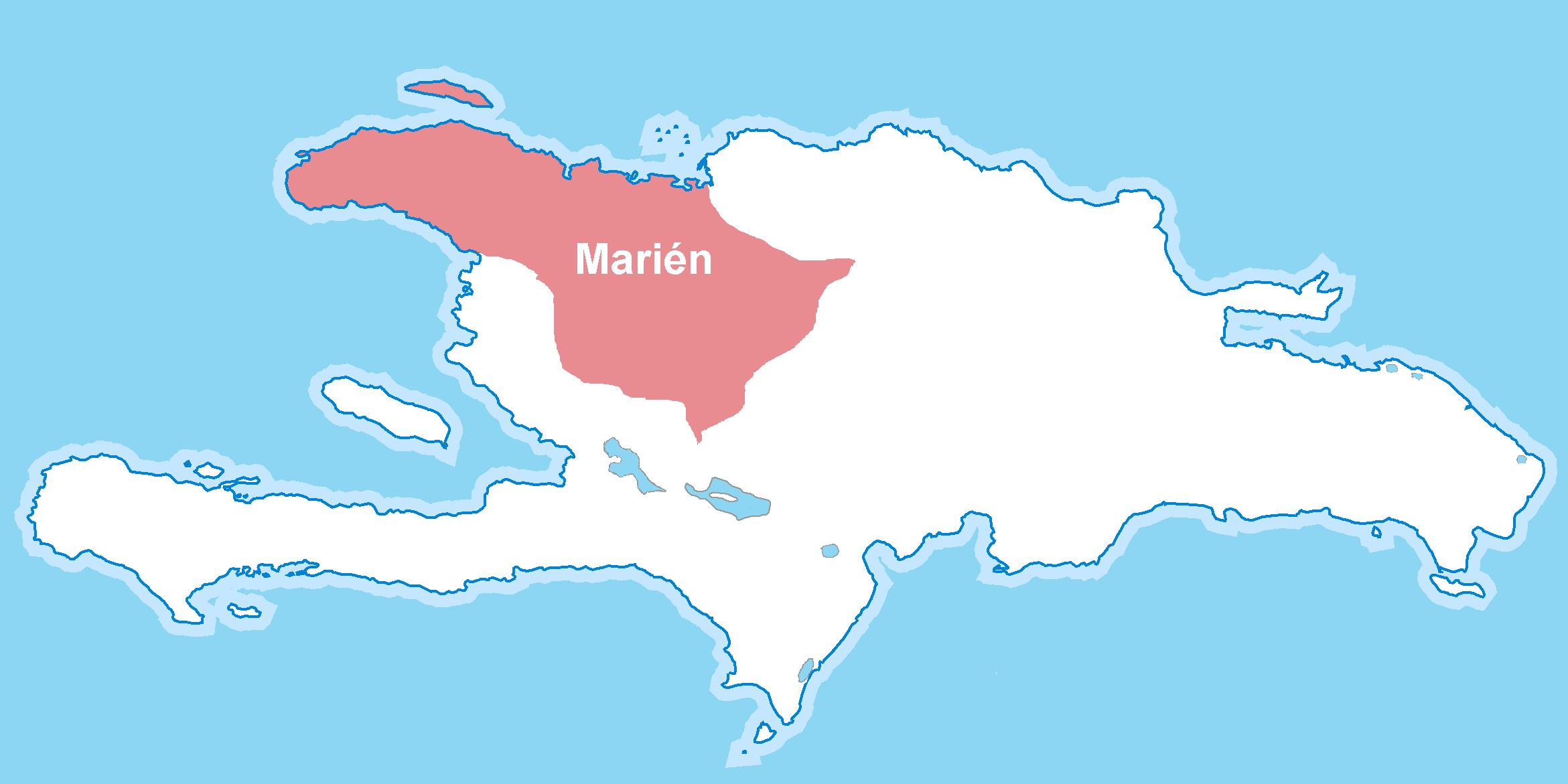
Область Мариен на острове Гаити, где правил касик Гуаканагари

Гуаканагари́ (Гуаканагиркс, Гуаканакарик) (? — 1494) — один из пяти касиков (вождей) на острове Гаити (Эспаньола) на момент его открытия Христофором Колумбом.

## Биография
Гуаканагари был главным из пяти касиков (вождей) в области Мариен, находившейся на северо-западе острова Гаити.
Во время первого путешествия Христофора Колумба в Америку (1492—1493), 6 декабря 1492 года испанцы открыли остров Гаити, который Колумб назвал Эспаньолой. 25 декабря того же года корабль «Санта-Мария» сел на мель. При помощи касика Гуаканагари испанцы смогли спасти пушки, припасы и груз. Гуаканагари разрешил Колумбу построить в своих владениях первый испанский форт Ла-Навидад (Рождество). В январе 1493 года Христофор Колумб, оставив небольшой гарнизон в крепости, отплыл в обратный путь. Из Ла-Навидада испанцы стали совершать набеги на окрестные селения, грабя индейцев и отнимая у них жён. Кроме того, испанцы в форте стали ссориться и враждовать друг с другом. Через несколько месяцев все испанцы, оставшиеся в форте, были убиты индейцами под руководством касика Каонабо, правителя области Магуаны, а сам Ла-Навидад сожжён. Касик Мариена Гуаканагари, чтобы помочь испанцам, со своим отрядом вышел в бой против Каонабо, но был разбит и тяжело ранен.
В конце ноября 1493 года адмирал Христофор Колумб, предпринявший вторую экспедицию в Америку, высадился на Гаити, где узнал о сожжении индейцами форта Ла-Навидад и гибели всех его жителей. Адмирал посетил селение раненого касика Гуаканагари, который лично рассказал ему о случившемся, показал собственные раны и раны своих воинов, полученных при защите крепости. Гуаканагари и Колумб обменялись подарками, затем индейский касик посетил испанский лагерь, где в его честь был устроен большой праздник. В декабре того же года Колумб предпринял разведывательную экспедицию вглубь острова, где основал новый форт Ла-Изабелла. Испанцы обнаружили золото в горном районе Кордильера-Сентраль, в области Сибао, которая принадлежала Каонабо. Адмирал приказал обложить все коренное население провинции податью: все индейцы, живущие поблизости от рудников, были обязаны каждые три месяца сдавать определённое количество золота. В апреле 1494 года Колумб вернулся во владения касика Гуаканагари, который, опасаясь мести со стороны испанцев из-за сожжения форта Ла-Навидад и гибели испанцев, скрылся и не стал встречаться с адмиралом[уточнить].
В конце апреля 1494 года Христофор Колумб покинул Гаити и исследовал острова Ямайку и Кубу (южную часть острова). В августе адмирал вернулся на Гаити и в конце сентября прибыл в форт Ла-Изабелла. После прибытия в форт Колумб в течение пяти месяцев болел. В это время Колумба в форте Ла-Изабелла навестил касик Гуаканагари, правитель области Мариен. Гуаканагари со своим отрядом участвовал в карательной экспедиции на острове Гаити (Эспаньола), организованной Христофором Колумбом.
Гуаканагари отказался сотрудничать с другими индейскими касиками, поднявшимися на борьбу против испанских конкистадоров. Он вынужден был бежать в горы, где впоследствии скончался.